# Филип Картерет
Филип Картерет (на английски: Philip Carteret) е английски мореплавател, изследовател.

## Ранни години (1733 – 1766)
Роден е на 22 януари 1733 година на остров Джърси, владение на Великобритания. През 1747 е приет в Кралския военноморски флот, като служи на борда на кораба „Salisbury“, а от 1751 до 1755 служи под командването на капитан Джон Байрон. През 1764 придружава Байрон като лейтенант на кораба „Делфин“ в околосветско плаване за търсене на неизвестни земи между протока Магелан и нос Добра Надежда и проучване на Фолкландските о-ви и о-в Пепи.

## Експедиционна дейност (1766 – 1769)
През 1766 г. в Тихия океан е изпратена експедиция начело с капитан Самюъл Уолис, в разпореждане на който са предоставени два кораба: „Делфин“ и „Лястовица“ (Swallow). За командир на „Лястовица“ е назначен капитан Филип Картерет. В секретните инструкции връчени на Уолис му се нарежда да търси Южния континент и да го обяви за британско владение.
На 22 август 1766 двата кораба напускат Плимът и се отправят на юг. На 17 декември корабите достигат до Магелановия проток, но поради насрещните ветрове се задържат в него до 11 април 1767 г. В западния вход на протока, поради непригодността на „Лястовица“ да следва бързоходния „Делфин“, двамата капитани решават да се разделят и всеки да плава отделно.
Картерет от Магелановия проток се отправя на север, преминава покрай о-вите Хуан Фернандес и на 25° ю.ш. завива на запад. На 2 юли 1767 на 25°04′ ю. ш. 130°06′ з. д. / 25.066667° ю. ш. 130.1° з. д. открива остров Питкерн (4,5 км2) в югоизточната част на Тихия океан, а в архипелага Туамоту – атола Моруроа (21°50′ ю. ш. 138°54′ з. д. / 21.833333° ю. ш. 138.9° з. д., 15 км2) и о-вите Дюк ъф Глостър (20°35′ ю. ш. 143°20′ з. д. / 20.583333° ю. ш. 143.333333° з. д., съставени от три островчета: Ануанураро, Ануанурунга и Нукутипипи, обща площ 19,6 км2) и продължава на запад.
От 165° з.д. Картерет, корабът на който се намира в плачевно състояние, е принуден да се отклони на север. На 12 август в о-вите Санта Крус вторично открива остров Ваникоро (11°39′ ю. ш. 166°54′ и. д. / 11.65° ю. ш. 166.9° и. д.) и след осем дни навлиза във водите на Соломоновите о-ви, „изгубени“ от испанците след първото плаване на Алваро де Менданя де Нейра. Там англичаните откриват островите Ндаи (20 август, 7°54′ ю. ш. 160°38′ и. д. / 7.9° ю. ш. 160.633333° и. д.), Малаита (вторично), Манаоба (8°18′ ю. ш. 160°48′ и. д. / 8.3° ю. ш. 160.8° и. д.) и Бука (5°15′ ю. ш. 154°38′ и. д. / 5.25° ю. ш. 154.633333° и. д., 500 км2), на североизток от него, на 24 август – атола Килинаилау (Картерет, 4°45′ ю. ш. 155°23′ и. д. / 4.75° ю. ш. 155.383333° и. д., 1,6 км2), а в началото на септември – атола Тулун (3°09′ ю. ш. 154°29′ и. д. / 3.15° ю. ш. 154.483333° и. д.).
След това Картерет се отправя към Нова Гвинея, като на 9 септември открива протока Сент Джорджес (Картерет, между островите Нова Британия на запад и Нова Ирландия на изток, с о-вите Дук ъф Йорк в него), проследява целия югозападен бряг на Нова Ирландия и на 12 септември открива протока Байрон (между Нова Ирландия на изток и остров Лавонгай на запад) в архипелага Бисмарк.
На 2°05′ ю. ш. 147°00′ и. д. / 2.083333° ю. ш. 147° и. д., в Адмиралтейските о-ви вторично открива остров Манус (1554 км2), който картира, а още по-на запад, отново вторично – островите Ауа (1°27′ ю. ш. 143°04′ и. д. / 1.45° ю. ш. 143.066667° и. д.) и Вувулу (1°43′ ю. ш. 142°51′ и. д. / 1.716667° ю. ш. 142.85° и. д.), а по пътя към Молукските о-ви, през октомври – остров Тоби (3°00′ с. ш. 131°07′ и. д. / 3° с. ш. 131.116667° и. д.) в западната част на Каролинските о-ви. Оттам Картерет се отправя към остров Минданао, а след това към Сулавеси, където пребивава от декември 1767 до май 1768, а след това още три месеца престоява в Батавия поради ремонтни работи по овехтелия кораб. „Лястовица“ се завръща се в Англия на 20 май 1769 г., почти година след „Делфин“.

## Следващи години (1769 – 1796)
След завръщането си от околосветската експедиция продължава да плава на различни кораби до Африка и Америка. През 1792 получава инсулт и се пенсионира с чин адмирал и умира четири години по-късно на 21 юли 1796 година в Саутхамптън на 63-годишна възраст.

## Памет
Неговото име носят:
- атол Картерет (Килинаилау, 4°45′ ю. ш. 155°23′ и. д. / 4.75° ю. ш. 155.383333° и. д.) в Тихия океан, част от територията на Папуа Нова Гвинея;
- проток Картерет (Сент Джорджес) в Новогвинейско море, разделящ островите Нова Британия на запад от Нова Ирландия на изток.